# Coralie Frei
Coralie Frei (sinh ngày 12 tháng 10 năm 1951) là một y tá và nhà văn người Comoros hiện đang sống ở Thụy Sĩ. Bà là người phụ nữ hài hước đầu tiên viết tiểu thuyết, và cũng đã viết thơ.
Sinh ra ở Ouani, bà bắt đầu nghiên cứu tại thị trấn quê hương của mình trước khi tiếp tục chúng ở Mutsamudu và tại Lycée Saïd Mohamed Cheik ở Moroni. Sau khi có bằng tú tài triết học vào năm 1973, bà kết hôn, nhưng nó không kéo dài, và bà đi du lịch đến Pháp để nghiên cứu thêm và tìm cách ly hôn. Frei tiếp tục việc học của mình, bằng tiếng Anh và tiếng Tây Ban Nha, tại Đại học Toulouse và Pau, và tái hôn ở đó. Khi nhận được bằng ở Pau, thay vào đó, bà đã chọn lấy bằng tốt nghiệp y tá. Bà nuôi năm đứa con trong thời gian này, và là một người bà. Bà đã viết trong suốt cuộc đời mình, sản xuất thơ cũng như tiểu thuyết; bà ấy viết bằng cả tiếng Pháp và tiếng Đức. Bà đã xuất bản sáu cuốn sách và hai đĩa CD, và một số thơ của bà đã được đặt thành âm nhạc.

## bàng trình
Các tác phẩm của Frei bao gồm:
- La perle des Comores
- L'autre bàté de l'océan
- Tạp chí Lê de Maya. Confidences d'un chat